# John Gardner (compositeur)
Pour les articles homonymes, voir John Gardner et Gardner.
John Linton Gardner, né le 2 mars 1917 à Manchester – mort le 12 décembre 2011 à Liss, dans le Hampshire, est un compositeur britannique.